# G 29-38
 G 29-38, она же ZZ Рыб, Глизе 895.2, LHS 5405 — звезда в южном созвездии Рыб. Звезда является пульсирующим белым карликом типа DAV или ZZ Кита, чья изменчивость обусловлена нерадиальными пульсациями большой амплитуды, известными как гравитационные волны. Впервые сообщалось, что у звезды была замечена переменность, ленинградскими учёными Шуловым и Копатской в 1974 году. Звезды DAV похожи на нормальные белые карлики, но имеют вариации светимости с амплитудами до 30%, возникающие из-за суперпозиции колебательных мод с периодами от 100 до 1000 секунд. DAV с большой амплитудой обычно отличаются от DAV с более низкой амплитудой тем, что имеют более низкие температуры, более длинные первичные периодичности и множество пиков в своих колебательных спектрах с частотами, которые являются суммами других колебательных мод. Звезда имеет видимую звёздную величину +12,98 ± 0,23m, а также имеет собственное движение 0,492 mas/год по направлению 238,1° с севера на юг-запад.
G 29-38, как и другие переменные типа DAV большой амплитуды, оказалось трудным для понимания. Спектральная плотность мощности или периодограмма кривой блеска изменяется с течением времени, с периодом от нескольких недель до нескольких лет. Обычно доминирует одна сильная мода, хотя часто наблюдается много мод с меньшей амплитудой. Однако моды с большей амплитудой колеблются в зависимости от наблюдаемой; некоторые области с низким энергопотреблением показывают большую стабильность. Астросейсмология использует наблюдаемый спектр пульсаций звёзд, подобных G 29-38, чтобы изучить структуру их внутренних частей.

## Свойства звезды

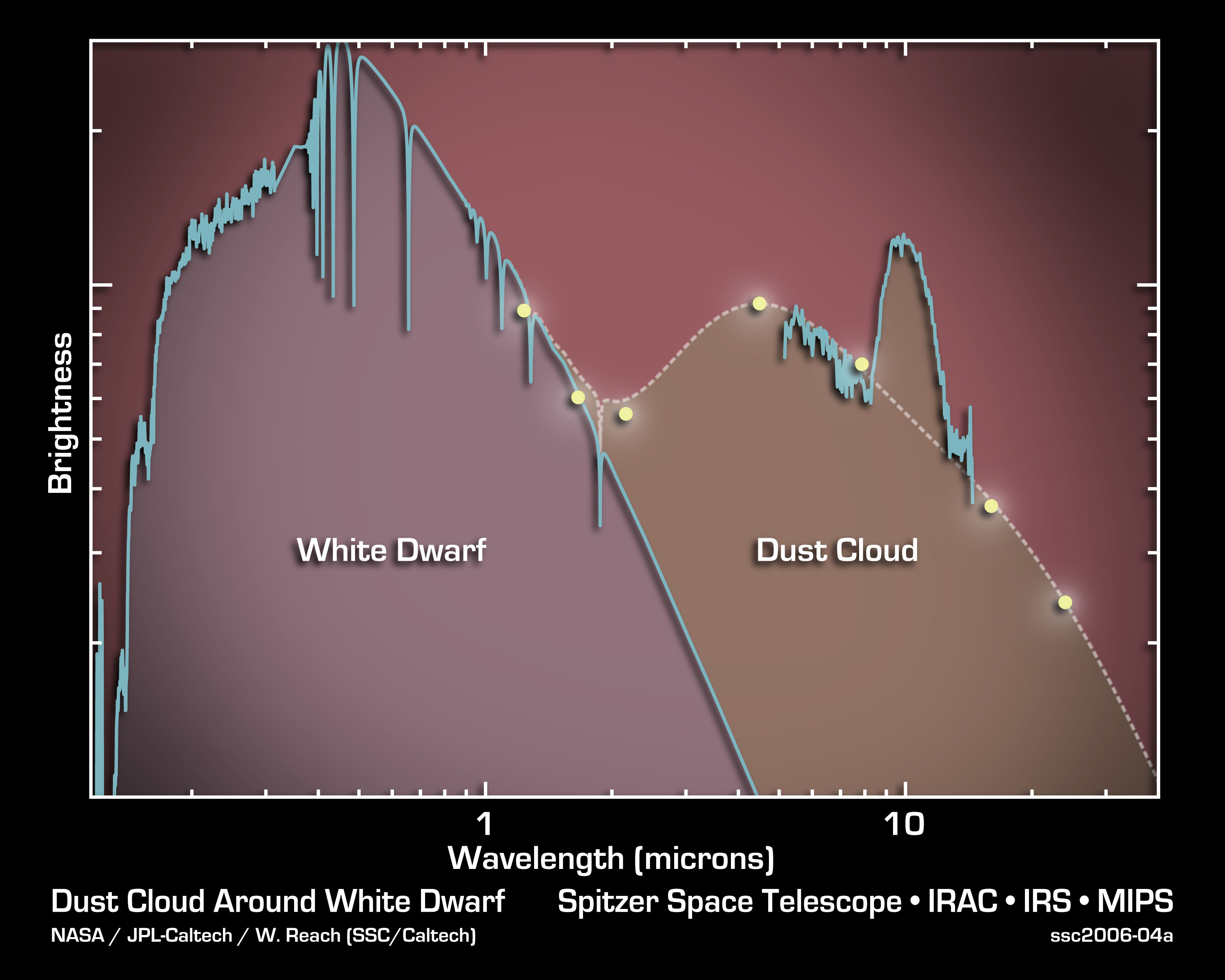
Спектр G29-38

G29-38 — белый карлик: его масса равна 0,70 ± 0,03 {\displaystyle M_{\bigodot }}
и его радиус равен 0,01 {\displaystyle R_{\bigodot }}). Звезда имеет поверхностную гравитацию 8,15 ± 0,05 СГС или 1 412 537,5 м/с2, т.е. 5155,2 раз больше солнечной (274,0 м/с2) или 144 136,5 раз больше земной (9,8 м/с2).
G29-38 — относительно горячий белый карлик, его эффективная температура — 11,820 ± 175 К, также это указывает на то, что звезда является мощным источником ультрафиолетового излучения.

## Остаточный диск

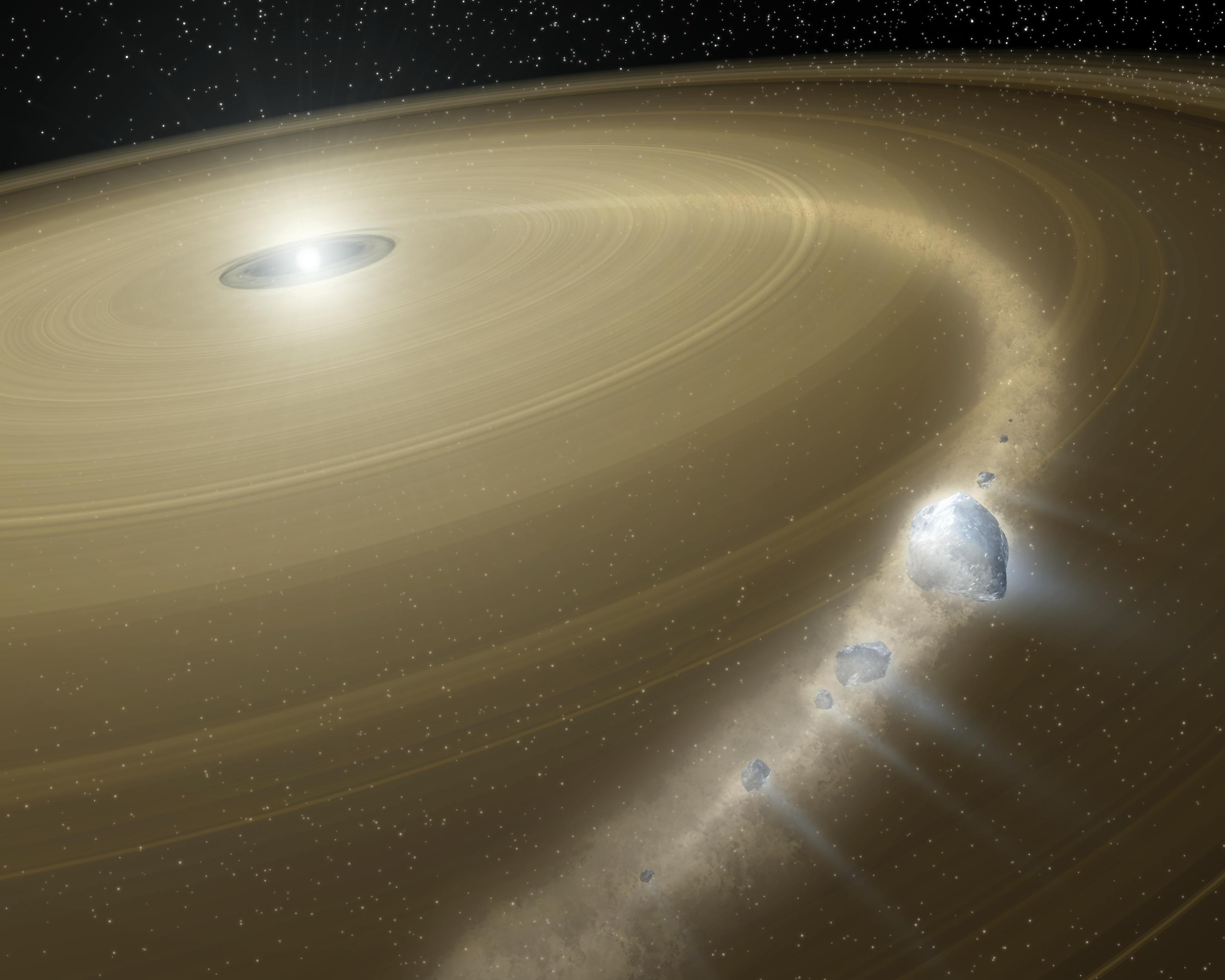
Так художник представляет себе белый карлик G29-38 и его остаточный диск

Окружающая звёздная среда G29-38 впервые привлекла внимание в конце 1980-х годов во время съемки 200 белых карликов в ближней инфракрасной области, проведенной Беном Цукерманом (англ. Benjamin Zuckerman) и Эриком Беклином (англ. Eric Becklin) для поиска звезд-компаньонов и коричневых карликов малой массы.  Было показано, что G29-38 излучает существенное больше в диапазоне от 2 до 5 мкм, чем ожидалось при экстраполяции визуальной и ближней инфракрасной светимости звезды. Как и другие молодые, горячие белые карлики, G29-38, как полагают, сформировался относительно недавно (600 млн. лет назад) из своей предшественницы — звезды, лежавшей на асимптотической ветви гигантов, и, следовательно, избыток инфракрасного излучения был естественным образом объяснен излучением коричневого карлика юпитерианской массы, с температурой 1200 К и радиусом равным 0,15 солнечного радиуса. Однако более поздние наблюдения, включая спекл-интерферометрию, не смогли обнаружить коричневого карлика.
Инфракрасные наблюдения, проведенные в 2004 году космическим телескопом НАСА Спитцер, показали наличие пылевого облака вокруг G29-38, которое могло быть создано в результате приливного разрушения экзокометы, проходящего вблизи белого карлика. Это может означать, что вокруг G29-38 всё ещё вращается кольцо выживших комет и, возможно, внешних планет. Это первое наблюдение, подтверждающее идею о том, что кометы сохраняются на стадии звёздной эволюции белого карлика.

## Ближайшее окружение звезды
Следующие звёздные системы находятся на расстоянии в пределах 20 световых лет от системы G 29-38 (включены только: самая близкая звезда, самые яркие (<6,5m) и примечательные  звёзды). Их спектральные классы приведены на фоне цвета этих классов (эти цвета взяты из названий спектральных типов и не соответствуют наблюдаемым цветам звёзд):
| Звезда     | Спектральный класс | Расстояние, св. лет |
| Йота Рыб   | F7 V               | 2.72                |
| Кси Пегаса | F6 IV-V            | 13.13               |
| 51 Пегаса  | G2-3 V             | 15.17               |
| 85 Пегаса  | G3 V               | 18.05               |
| 54 Рыб     | M4.5e V            | 18.89               |

Рядом со звездой, на расстоянии 20 световых лет, есть ещё порядка 15 красных и оранжевых карликов спектрального класса K и M и 1 белый карлик, которые в список не попали. 

### Комментарии
1. ↑  Расстояние рассчитано по приведённому значению параллакса
2. ↑  Вычисляется из видимой величины параллакса: {\displaystyle \scriptstyle M_{V}=m_{V}-5\log _{10}\left({\frac {100}{\pi }}\right)}
3. ↑  Указан только возраст белого карлика, т.е. возраст  вырожденной звезды (не включая время жизни звезды главной последовательности и гигантской звезды
4. ↑  Из закона смещения Вина, энергия излучения абсолютно чёрного тела максимальна при данной температуре на длине волны λb = (2,898⋅106нм•К)/(11 820 К) ≈ 245,1 нм, которая лежит в дальней ультрафиолетовой части электромагнитного спектра